# Ioan Ducas (cezar)
Cezarul Ioan Ducas (în greacă: Ιωάννης Δούκας, Iōannēs Doukas ; mort în 1088) a fost fiul lui Andronikos Doukas, un nobil din Paphlagonia, și fratele mai mic al împăratului Constantin al X-lea Ducas. El a jucat un rol politic dintre cele mai importante în a doua jumătate a secolului al XI-lea în Imperiul Bizantin.

## Biografie
Deși nu se cunosc date precise despre activitatea lui până în 1057 când îl găsim între militarii opozanți care, în frunte cu Katakalon Kekaumenos și Isaac I Comnen, își cer drepturile de la împăratul Mihail al VI-lea Bringas. Era probabil, la această dată, capetan al Edessei. Este consilierul cel mai apropiat al lui Constantin al X-lea Ducas, care-i acordă titlul de cezar. După moartea acestuia, rămâne șeful familiei și protectorul nepoților săi, asistat de fii săi, Andronic și Constantin Ducas. În vremea domniei lui Roman Diogenes nu se manifestă fățiș ca opozant, își păstrează oficial poziția la curte, dar e privit cu permanentă suspiciune. În momentul luptei de la Manzikert, el se retrăsese la moșiile sale din Bitinia. Rechemat de Evdochia Makrembolitissa după căderea lui Roman Diogenes în prizonierat, joacă un rol decisiv în aducerea la domnie a lui Mihail al VII-lea și, după mărturia unanimă a izvoarelor, în orbirea fostului împărat. Sub Mihail al VII-lea, Ioan Ducas are la început o poziție privilegiată dar a fost înlăturat curând de la curte de logothetul Nikephoritzes, propriul său protejat, pe care-l introdusese la împărat în 1073. Trimis de împărat în 1073, împreună cu fiul său Andronic, împotriva lui Roussel de Bailleul, (sau Roscelin ori Roskelin de Baieul), denumit si Phrangopoulos șeful mercenarilor răzvrătiți, e făcut prizonier de rebel, dar în chip neașteptat e proclamat de acesta împărat asociat. Trupele răzvrătiților sunt înfrânte cu ajutorul turcilor selgiucizi, Roussel e răscumpărat de soția sa, dar cezarul nu. În cele din urmă, Mihail al VII-lea decide să-l răscumpere de la turci, de teama probabil, a unor noi uneltiri din partea-i. Ioan Ducas nu apare la curte decât după ce îmbracă, din proprie inițiativă, rasa monahală, retrăgându-se din viața publică. Nu încetează totuși să conducă din umbră anumite intrigi politice. Își căsătorește nepoata, pe Irina Ducas, cu Alexios I Comnen, viitorul împărat. Tot el îl sfătuiește pe Mihail al VII-lea să abdice și să se călugărească în momentul victoriei răzvrătitului Botaniates (31 martie 1078), iar după ce acesta e încoronat (3 aprilie 1078) contribuie la realizarea căsătoriei dintre el și Maria de Alania, fosta soție a lui Mihail. În 1081 când se găsea la moșiile sale din Tracia, e chemat alături de Comnenii revoltați împotriva lui Nicefor III Botaneiates. Ioan Ducas li se alătură și joacă un rol important în desemnarea ca împărat al lui Alexie, ginerele său. A fost un consilier apropiat al acestuia până la moartea sa, prin 1088.